# اچ‌ام‌اس لاک کاترین (کی۶۲۵)
اچ‌ام‌اس لاک کاترین (کی۶۲۵) (به انگلیسی: HMS Loch Katrine (K625)) یک کشتی بود که طول آن ۳۰۷ فوت ۹ اینچ (۹۳٫۸۰ متر) بود. این کشتی  در سال ۱۹۴۴ ساخته شد.